# Paul Molitor (Informatiker)
Paul Molitor (* 26. Dezember 1959 in Luxemburg) ist Universitätsprofessor für das Fachgebiet Informatik an der Martin-Luther-Universität Halle-Wittenberg.

## Leben
Er studierte Informatik und Mathematik an der Universität des Saarlandes (Diplom 1982, Promotion 1986, Habilitation 1992). Nach seinem Diplom arbeitete er am Lehrstuhl seines Doktorvaters Günter Hotz als wissenschaftlicher Mitarbeiter (1982–1991) und Projektleiter (1991–1994) in dem an die Universität des Saarlandes und die Universität Kaiserslautern angegliederten Sonderforschungsbereich 124 VLSI-Entwurfsmethoden und Parallelität. Im Jahre 1993 wurde er zum Universitätsprofessor für Schaltungstechnik an die Humboldt-Universität zu Berlin berufen. Seit 1994 hat Molitor den Lehrstuhl für Technische Informatik an der Martin-Luther-Universität Halle-Wittenberg inne.
Molitors berufliche Interessen sind vielfältig und gehen weit über den Bereich der Technischen Informatik, hier speziell die Formale Verifikation von Systemen hinaus. Sie umfassen unter anderem auch den Bereich Kombinatorische Optimierung und den Bereich eHumanities. Er ist Autor bzw. Mitautor von mehr als 100 wissenschaftlichen Arbeiten.
Molitor ist seit 1994 mit Unterbrechungen Geschäftsführender Direktor des Instituts für Informatik. Zudem war er Gründungsdirektor des Universitätszentrums Informatik der Martin-Luther-Universität, dem er von 2000 bis 2006 vorstand. Von 2003 bis 2010 war er gewähltes und ist seit 2010 vertretendes Mitglied des Akademischen Senats der Martin-Luther-Universität. Seit 2005 ist er Mitglied des Auswahlkomitees für den Dissertationspreis der Gesellschaft für Informatik sowie seit 2009 Mitglied der Studienkommission des Fakultätentags Informatik.
Als Mitherausgeber der Zeitschrift it – Information Technology im Oldenbourg Wissenschaftsverlag, der ältesten deutschsprachigen Zeitschrift auf dem Gebiet der Informationstechnologie, war er von 2003 bis 2018 und von 2021 bis 2023 deren Verantwortlicher Hauptherausgeber. Ebenfalls für diesen Verlag übersetzte er ins Deutsche, bearbeitete und aktualisierte er das Standardwerk „Introduction to Algorithms“, welches bisher in vier Auflagen erschien.
Privat ist Molitor im Sport engagiert. Er spielte von 1971 bis 1978 Basketball bei der BBC Sparta Bartreng, Luxembourg. Seit 1995 spielt er Basketball beim USV Halle - von September 2005 bis Juni 2012 war er Vorsitzender der Sektion Basketball des USV Halle.
Paul Molitor ist verheiratet und hat zwei erwachsene Kinder.

## Trivia
Seine Vorlesungen enthalten als Running Gag stets einige Folien zu kulturspezifischen Aspekten Luxemburgs. Diese Question Time ist für Fragen reserviert und wird, falls kein Bedarf besteht, mit historischen Anekdoten zu Luxemburg gefüllt.

## Schriften (Auswahl)
Artikel
- M. Pöckelmann, A. Medek, J. Ritter, P. Molitor. LERA - An interactive platform for synoptical representations of multiple text witnesses. in: Digital Scholarship in the Humanities, Band 38, Nummer 1, S. 330–346. Oxford University Press 2023. doi:10.1093/llc/fqac021
- T. K. H. Luu, M. Pöckelmann, J. Ritter, P. Molitor. Applying LERA for collating witnesses of The Tale of Kiêu, a Vietnamese poem written in Nôm script. Digital Humanities 2022 (DH2022), 25-29 July 2022, Tokyo, Japan.
- J. Dähne, M. Pöckelmann, J. Ritter, P. Molitor. Putting collation of text witnesses on a formal basis. In: Digital Scholarship in the Humanities, 37(2):375-390. Oxford University Press 2022. doi:10.1093/llc/fqab058
- M. Pöckelmann, J. Dähne, J. Ritter, P. Molitor. Fast paraphrase extraction in Ancient Greek literature. In: Special Issue "Digital Tools form Intertexuality Studies", it - Information Technology, Band 62, Nummer 2, 2020, S. 75–89 doi:10.1515/itit-2019-0042
- P. Molitor, G. Necker, M. Pöckelmann, B. Rebiger und J. Ritter. Keter Shem Ṭov ‒ Prozessualisierung eines Editionsprojekts mit 100 Textzeugen. Poster auf der 7. Jahrestagung des Verbandes Digital Humanities im deutschsprachigen Raum (DHd 2020), Paderborn, 2.–6. März 2020.
- M. Pöckelmann, J. Ritter und P. Molitor. Word Mover’s Distance angewendet auf die Paraphrasenextraktion im Altgriechischen. In: C. Schubert, P. Molitor, J. Ritter, J. Scharloth und K. Sier (Hrsg.): Platon Digital. Tradition und Rezeption. Digital Classics Books 3. S. 45–60. Propylaeum Fachinformationsdienst Altertumswissenschaften. Universitätsbibliothek Heidelberg 2019.
- M. Pfuhl, J. Ritter, P. Molitor. Finding the redundant gates in reversible circuits. In: Proceedings of the 10th Conference on Reversible Computation (RC 2018), Leicester, UK, 13.–14. September 2018.
- T. Bremer, P. Molitor, M. Pöckelmann, J. Ritter, S. Schütz. Zum Einsatz digitaler Methoden bei der Erstellung und Nutzung genetischer Editionen gedruckter Texte mit verschiedenen Fassungen – Das Fallbeispiel der Histoire philosophique des deux Indes von Guillaume Thomas Raynal. In: Editio, Internationales Jahrbuch für Editionswissenschaften, Band 29, Heft 1, S. 29–51, de Gruyter, 2015. doi:10.1515/editio-2015-004
- A. Medek, J. Ritter, P. Molitor, S. Koesser. Interactive Similarity Analysis of Early New High German Text Variants. Digital Humanities, DH2015, Sydney, Australia, 29. Juni–3. Juli 2015.
- M. Pöckelmann, A. Medek, P. Molitor, J. Ritter. CATview – Supporting The Investigation Of Text Genesis Of Large Manuscripts By An Overall Interactive Visualization Tool. Digital Humanities, DH2015, Sydney, Australia, 29. Juni–3. Juli 2015.
- A. Fischer, F. Fischer, G. Jäger, J. Keilwagen, P. Molitor, I. Grosse. Computational Recognition of RNA Splice Sites by Exact Algorithms for the Quadratic Traveling Salesman Problem. In: Computation. Band 3, Nummer 2, 2015, S. 285–298.
- Vera Hildenbrandt, Roland S. Kamzelak, P. Molitor, J. Ritter. „im Zentrum eines Netzes […] geistiger Fäden“. Erschließung und Erforschung thematischer Zusammenhänge in heterogenen Briefkorpora. In Datenbank-Spektrum 15(1): „Informationsmanagement für Digital Humanities“, A. Henrich, G. Heyer, Ch. Schlieder und Th. Härder (Hrsg.), S. 49–55 (2015)
- M. Andert, F. Berger, J. Ritter, P. Molitor. Optimized platform for capturing metadata of historical correspondences. Literary and Linguistic Computing 2014; doi:10.1093/llc/fqu027
- C. Ernst, C. Dong, D. Richter, G. Jäger, P. Molitor. Finding Good Tours for Huge Euclidean TSP Instances by Iterative Backbone Contraction. In: Proceedings of the 6th International Conference on Algorithmic Aspects in Information and Management (AAIM’10), LNCS 6124, 19.–21. Juli 2010, Weihai, China.
- S. Wefel, P. Molitor: Client Hardware-Token Based Single Sign-On Over Several Servers Without Trusted Online Third party Server. In: Proceedings of the 3rd International Conference on Security and Assurance (ISA), Advances in Information Security and Its Application, June 25 – 27 2009, Seoul, Korea. Communications in Computer and Information Science Series, CCIS 36, S. 29–36, Springer-Verlag.
- L. Heinrich-Litan, P. Molitor. Least Upper Bounds for the Size of OBDDs using Symmetries. In: IEEE Transactions on Computers, Band 49, Nummer 4, S. 360–368, April 2000.
- R. Drechsler, P. Molitor, D. Möller, Chr. Scholl. BDD Minimization Using Symmetries. In: IEEE Transactions on Computer-Aided Design of Circuits and Systems, CAD-18(2), S. 81–100, Februar 1999.

Bücher
- als Herausgeber mit Charlotte Schubert, Jörg Ritter, Joachim Scharloth und Kurt Sier: Platon Digital – Tradition und Rezeption (= Digital Classics Books. Band 3). Propylaeum, Heidelberg 2019, ISBN 978-3-947450-41-1, doi:10.11588/propylaeum.451.
- P. Molitor, J. Ritter. Kompaktkurs VHDL mit vielen anschaulichen Beispielen. Oldenbourg Wissenschaftsverlag München 2013, ISBN 978-3-486-71292-6.
- B. Becker, P. Molitor: Technische Informatik – Eine einführende Darstellung. Oldenbourg Wissenschaftsverlag München 2008, ISBN 978-3-486-58650-3.
- B. Becker, R. Drechsler, P. Molitor: Technische Informatik – Eine Einführung. Pearson Studium München, 2005, ISBN 3-8273-7092-2.
- P. Molitor, J. Ritter: VHDL – Eine Einführung. Pearson Studium München, 2004, ISBN 3-8273-7047-7.
- P. Molitor, J. Mohnke: Equivalence Checking of Digital Circuits. Kluwer Academic Publishers, Boston / Dordrecht / London, 2004, ISBN 1-4020-7725-4.
- P. Molitor, Chr. Scholl. Datenstrukturen und effiziente Algorithmen für die Logiksynthese kombinatorischer Schaltungen. B. G. Teubner, Stuttgart / Leipzig 1999, ISBN 3-519-02945-6.
- R. Kolla, P. Molitor, H.-G. Osthof. Einführung in den VLSI-Entwurf. B. G. Teubner, Stuttgart 1989, ISBN 3-519-02273-7.

## Belege
1. ↑  Publications. Martin-Luther-Universität Halle-Wittenberg, abgerufen am 22. Januar 2020.
2. ↑  nach Angaben des Verlags (Algorithmen – Eine Einführung, abgerufen am 18. Januar 2020) zu: Thomas H. Cormen, Charles E. Leiserson, Ronald Rivest und Clifford Stein: Algorithmen – Eine Einführung. De Gruyter, 2017, ISBN 978-3-11-052201-3.

| Personendaten    | Personendaten                               |
| ---------------- | ------------------------------------------- |
| NAME             | Molitor, Paul                               |
| KURZBESCHREIBUNG | deutscher Informatiker (Rechnerarchitektur) |
| GEBURTSDATUM     | 26. Dezember 1959                           |
| GEBURTSORT       | Luxemburg                                   |